# What Is Love (chanson d'EXO)
Pour l’article homonyme, voir What Is Love.
Singles de EXO-K et EXO-M
History
(2012)
What Is Love (coréen : 사랑은 무엇인가 ; chinois : 爱就是什么?) est un single des boys bands sud-coréano-chinois EXO-K et EXO-M issu de leur premier EP Mama, sorti en coréen et en mandarin le 30 janvier 2012.

## Contexte et promotion
"What Is Love" a été écrite par Teddy Riley, Yoo Young-jin, DOM et Richard Garcia pour la version coréenne et Han Kilin pour la version mandarin. La version coréenne a été interprétée par D.O. et Baekhyun du sous-groupe EXO-K tandis que pour la version mandarin ce sont Chen et Luhan d'EXO-M qui assurent l'interprétation. 
D.O. et Baekhyun l'ont d'abord chanté lors d'un showcase dans le cadre de la présentation du groupe le 31 mars à Séoul, en Corée du Sud, suivi de la performance en mandarin de Chen et Luhan lors d'une autre présentation, cette-fois ci à Pékin, en Chine, le 1er avril.

## Clip-vidéo
Les clips-vidéos du single ont été mises en ligne sur YouTube le 30 janvier 2012, le jour même de la sortie du single rendu disponible en téléchargement. Chaque clip, bien qu'il ait été enregistré en deux versions différentes, montrent tous les membres d'EXO à travers les teasers qui ont été précédemment postés par l'agence.

## Accueil
Une semaine après la mise en ligne des clips, la version coréenne a vu son compteur de vues bloqué à 1 166 224 vues. Ce chiffre impressionnant montre ainsi que les débuts des tout nouveaux groupes de la SM Entertainment sont avidement attendus par les fans. Les fans ont d’ailleurs rapidement sous-titré le clip vidéo en différentes langues, dont l’anglais, l’espagnol, le français, ou bien encore le russe ou l’allemand. La chanson a atteint la 88e place sur le Gaon Chart en Corée du Sud.